# Cyril Krejčí
Cyril Krejčí (* 18. května 1957, Havlíčkův Brod) je bývalý český volejbalista, který reprezentoval Československo. S jeho reprezentací získal stříbrnou medaili na mistrovství Evropy v roce 1985. Má též bronz ze Světového poháru v roce 1985. Zúčastnil se i dvou světových šampionátů (1982 - 9. místo, 1986 - 8. místo) a olympijských her v Moskvě roku 1980 (8. místo). Za národní tým nastupoval v letech 1980-1986. Hrál za kluby Zbrojovka Brno, RH Praha, Lokomotiva Nymburk a Sokol Vídeň. Na vojně v RH Praha získal svůj první mistrovský titul (1982), později podepsal v RH Praha standardní hráčskou smlouvu a ještě třikrát s ním vyhrál československou nejvyšší soutěž (1984, 1985, 1986). Se Sokolem Vídeň se stal čtyřikrát mistrem Rakouska. Byl vyhlášen nejlepším volejbalistou Československa v letech 1982 a 1985. Vystudoval Vysokou školu zemědělskou v Brně a po skončení hráčské kariéry se začal věnovat farmaření v Dobrovízi nedaleko Prahy.